# فاليرمو (كاليفورنيا)
فاليرمو (بالإنجليزية: Valyermo, California)‏ هي منطقة سكنية تقع في الولايات المتحدة في مقاطعة لوس أنجلس، كاليفورنيا.